# Jon Voight
Jon Voight, nome artístico de Jonathan Vincent Voight (Yonkers, 29 de dezembro de 1938), é um ator e produtor de cinema estadunidense, vencedor do Oscar de melhor ator de 1979. De acordo com a revista americana Forbes, Voight possui um patrimônio avaliado em mais de 45 milhões de dólares. É pai do cineasta James Haven Voight e da também atriz Angelina Jolie.

## Biografia
Jonathan Vicent Voight nasceu em Yonkers, no estado de Nova Iorque, filho de Barbara Kamp, descendente de alemães e de um golfista descendente de eslovacos chamado Elmer Voight (nascido Voytka). Voight estudou em um colégio católico na cidade de White Plains, Nova Iorque, e naquele colégio pôde ter seu primeiro contato com a encenação, demonstrando desde cedo seu talento em interpretar personagens excêntricos. Após concluir seus estudos em Nova Iorque, Voight seguiu para a Universidade Católica da América em Washington, D.C., onde mais tarde iria adquirir o seu B.A.
Depois de se consagrar na universidade como um excelente ator, Voight retornou para Nova Iorque para dar início a sua tão sonhada carreira artística. No início da década de 1960, Voight conheceu e casou-se com a atriz Lauri Peters, coadjuvante em muitos filmes novaiorquinos da época. Mas, apesar de seu talento artístico, como foi notado desde a adolescência, Jon Voight não iniciou sua carreira estrelando ao lado de atores.
O ator novaiorquino começou sua carreira na televisão. Voight apareceu nas aclamadas séries Gunsmoke, Cidade Nua, The Defenders e Twelve O'Clock High, todas durante a década de 1960.
Em 1967, Voight também fez uma pequena participação no filme Hour of the Gun, dirigido por John Sturges e no mesmo ano Voight e sua então esposa, Lauri Peters, se divorciaram, após um matrimônio de cinco anos. Em 1968 Voight assumiu um papel no filme do diretor Paul Williams, Out of it.

### 1970-1980
Em 1969, Voight atuou ao lado de Dustin Hoffman no longa Midnight Cowboy, que rendeu-lhe um Globo de Ouro de Melhor Ator, dando início a sua carreira em Hollywood. Sob a direção de John Schlesinger, Hoffman e Voight foram indicados ao Oscar de Melhor Ator, mas perderam para John Wayne por True Grit.
Após a indicação ao Oscar e a premiação com um Globo de Ouro, passou a atuar em cerca de um filme a cada dois anos. Em 1970, protagonizou o filme Catch-22 e apenas dois anos depois atuou em Deliverance, filme que teve 2 milhões de dólares de orçamento.
Em 12 de dezembro de 1971, Voight casou-se com a atriz e modelo Marcheline Bertrand e os dois tiveram duas crianças, que também seguiram carreira cinematográfica: James Haven Voight, nascido em Nova Iorque, e Angelina Jolie. Em 1973, Voight interpretou um pugilista em The All American Boy e nos dois anos seguintes o ator estrelou: Conrack; dirigido por Martin Ritt, The Odessa File; baseado em um livro de terror e End of the Game de 1976.
Jon Voight ficou algum tempo sem estrelar em Hollywood, mas voltou em 1978 ao lado de Jane Fonda em Coming Home, que lhe rendeu um Oscar de melhor ator e o prêmio também no Festival de Cannes. Separou-se em 1976 e se divorciou em 1978. Tem uma relação difícil com os filhos, em especial com Angelina.
Estrelou em 1979 o melodramático The Champ, ao lado de Faye Dunaway. Teve uma participação relâmpago como ele mesmo num episódio da série Seinfeld, numa cena em que morde o braço do personagem Kramer, que o segurou quando ele ia pegar um táxi.

### 1980-1990
Voight escreveu e atou no filme Lookin' to Get Out de 1982, que estrelava a sua própria filha Angelina e o ano seguinte produziu Table for Five.
Em 1985, juntou-se com o escritor russo Andrei Konchalovsky para produzir Runaway Train, que contou com a atuação de Eric Roberts. Voight foi indicado ao Oscar de melhor ator e ganhou um Golden Globe na mesma categoria. Roberts foi  indicado ao Oscar de melhor ator secundário. No ano seguinte o ator estrelou Desert Bloom, concorrendo a Palma de Ouro em Cannes.[carece de fontes?]

## Premiações
- Recebeu três indicações ao Oscar de Melhor Ator, por Perdidos na Noite (1969), Amargo Regresso (1978) e Expresso para o Inferno (1985). Venceu por "Amargo Regresso".Voight na Universidade em Hilton Hotel no 27° Prêmio Anual de Movieguide® em 2019.

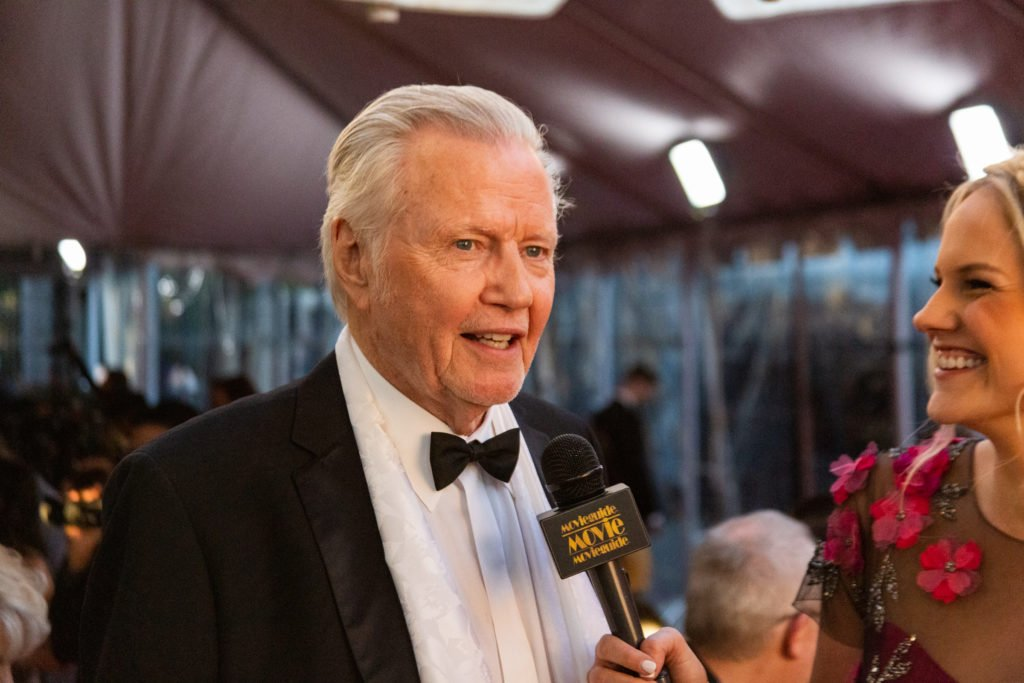
Voight na Universidade em Hilton Hotel no 27° Prêmio Anual de Movieguide® em 2019.

- Recebeu uma indicação ao Oscar de Melhor Ator Coadjuvante, por Ali (2001).
- Recebeu cinco indicações ao Globo de Ouro de Melhor Ator (drama), por Perdidos na Noite (1969), Amargo Pesadelo (1972), Amargo Regresso (1978), O Campeão (1979) e Expresso para o Inferno (1985). Venceu em 1978 e 1985.

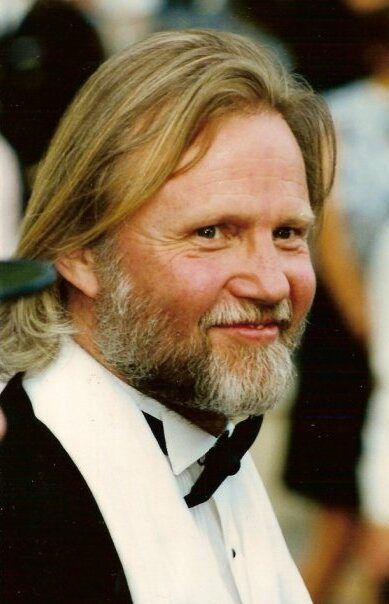
Voight no Festival de Cannes em 1993.

- Recebeu duas indicações ao Globo de Ouro de Melhor Ator Coadjuvante, por O Homem Que Fazia Chover (1997) e Ali (2001).
- Recebeu uma indicação ao Globo de Ouro de Melhor Ator - Filme para televisão/Mini-série, por O Último Selvagem (1992). - Ganhou o Globo de Ouro de Melhor Revelação Masculina, por Perdidos na Noite (1969).
- Ganhou o BAFTA de Melhor Revelação, por Perdidos na Noite (1969).
- Ganhou o prêmio de Melhor Ator no Festival de Cannes, por Amargo Regresso (1982).
- Recebeu uma indicação ao Framboesa de Ouro de Pior Ator, por Anaconda (1997).Voight no Festival de Cannes em 1993.
- Recebeu duas indicações ao Framboesa de Ouro de Pior Ator Coadjuvante, por Procurado (1997) e Bebês Geniais 2 (2004).
- Recebeu uma indicação ao Framboesa de Ouro de Pior Dupla, por Anaconda (1997).

## Filmografia

### Filmes
| Ano  | Título                                  | Papel                                     |           |
| ---- | --------------------------------------- | ----------------------------------------- | --------- |
| 1967 | Fearless Frank                          | Fearless Frank                            |           |
| 1967 | Hour of the Gun                         | Curly Bill Brocius                        |           |
| 1969 | Midnight Cowboy                         | Joe Buck                                  |           |
| 1969 | Out of It                               | Russ                                      |           |
| 1970 | Catch-22                                | 1st Lt. Milo Minderbinder                 |           |
| 1970 | The Revolutionary                       | A                                         |           |
| 1972 | Deliverance                             | Ed Gentry                                 |           |
| 1973 | The All-American Boy                    | Vic Bealer                                |           |
| 1974 | Conrack                                 | Pat Conroy                                |           |
| 1974 | The Odessa File                         | Peter Miller                              |           |
| 1975 | End of the Game                         | Walter Tschanz                            |           |
| 1978 | Coming Home                             | Luke Martin                               |           |
| 1979 | The Champ                               | Billy Flynn                               |           |
| 1982 | Lookin' to Get Out                      | Alex Kovac                                |           |
| 1983 | Table for Five                          | J. P. Tannen                              |           |
| 1985 | Runaway Train                           | Oscar 'Manny' Manheim                     |           |
| 1986 | Desert Bloom                            | Jack Chismore                             |           |
| 1990 | Eternity                                | Edward / James                            |           |
| 1995 | Heat                                    | Nate                                      |           |
| 1996 | Mission: Impossible                     | Jim Phelps                                |           |
| 1997 | The Rainmaker                           | Leo F. Drummond                           |           |
| 1997 | Rosewood                                | John Wright                               |           |
| 1997 | Anaconda                                | Paul Serone                               |           |
| 1997 | U Turn                                  | Blind Man                                 |           |
| 1997 | Most Wanted                             | Gen. Adam Woodward / Lt. Col. Grant Casey |           |
| 1998 | Enemy of the State                      | Thomas Brian Reynolds                     |           |
| 1998 | The General                             | Ned Kenny                                 |           |
| 1999 | Varsity Blues                           | Treinador Bud Kilmer                      |           |
| 1999 | A Dog of Flanders                       | Michael La Grande                         |           |
| 2001 | Zoolander                               | Larry Zoolander                           |           |
| 2001 | Lara Croft: Tomb Raider                 | Lord Richard Croft                        |           |
| 2001 | Pearl Harbor                            | Franklin D. Roosevelt                     |           |
| 2001 | Ali                                     | Howard Cosell                             |           |
| 2003 | Holes                                   | Sr. Marion Sevillo                        |           |
| 2004 | Superbabies: Baby Geniuses 2            | Bill Biscane/Kane                         |           |
| 2004 | The Manchurian Candidate                | Senador Thomas Jordan                     |           |
| 2004 | National Treasure                       | Patrick Gates                             |           |
| 2006 | The Legend of Simon Conjurer            | Dr. Crazx                                 |           |
| 2006 | Glory Road                              | Adolph Rupp                               |           |
| 2007 | September Dawn                          | Jacob Samuelson                           |           |
| 2007 | Transformers                            | Secretário de Defesa John Keller          |           |
| 2007 | Bratz: The Movie                        | Diretor Dimly                             |           |
| 2007 | National Treasure: Book of Secrets      | Patrick Henry Gates                       |           |
| 2008 | Pride and Glory                         | Sr. Francis Tierney                       |           |
| 2008 | Four Christmases                        | Creighton                                 |           |
| 2008 | An American Carol                       | George Washington                         |           |
| 2008 | Tropic Thunder                          | Ele Mesmo                                 |           |
| 2012 | Beyond                                  | Jon Koski                                 |           |
| 2012 | Beatles Stories                         | Ele Mesmo                                 |           |
| 2013 | Getaway                                 | A Voz                                     |           |
| 2013 | Dracula: The Dark Prince                | Leonardo Van Helsing                      |           |
| 2015 | Woodlawn                                | Paul "Bear" Bryant                        |           |
| 2016 | Fantastic Beasts and Where to Find Them | Sr. Henry Shaw                            |           |
| 2016 | JL Ranch                                | John Landsburg                            | Telefilme |
| 2016 | American Wrestler: The Wizard           | Principal Skinner                         |           |
| 2017 | Same Kind of Different as Me            | Earl Hall                                 |           |
| 2018 | Surviving the Wild                      | Gus                                       |           |

### Televisão
| Ano           | Título                                 | Papel                                   | Notes                     |
| ------------- | -------------------------------------- | --------------------------------------- | ------------------------- |
| 1963          | Naked City                             | Victor Binks                            | 1 episódio                |
| 1963          | The Defenders                          | Cliff Wakeman                           | 2 episódios               |
| 1966          | Summer Fun                             |                                         | 1 episódio                |
| 1966          | NET Playhouse                          |                                         | 1 episódio                |
| 1966          | 12 O'Clock High                        | Capt. Holtke                            | 1 episódio                |
| 1966-1968     | Gunsmoke                               | Petter Karlgren / Cory / Steven Downing | 3 Episódios               |
| 1967          | Coronet Blue                           | Peter Wicklow                           | 1 episódio                |
| 1967          | N.Y.P.D.                               | Adam                                    | 1 episódio                |
| 1968          | Cimarron Strip                         | Bill Mason                              | 1 episódio                |
| 1991          | Chernobyl: The Final Warning           | Dr. Robert Gale                         | Telefilme                 |
| 1992          | The Rainbow Warrior                    | Peter Willcox                           | Minissérie                |
| 1992          | The Last of His Tribe                  | Professor Alfred Kroeber                | Telefilme                 |
| 1993          | Return to Lonesome Dove                | Captain Woodrow F. Call                 | Minissérie                |
| 1994          | Seinfeld                               | Ele Mesmo                               | 1 episódio                |
| 1995          | Tin Soldier                            | Yarik                                   | Telefilme; Também diretor |
| 1995          | Convict Cowboy                         | Ry Weston                               | Telefilme                 |
| 1999          | Noah's Ark                             | Noé                                     | Telefilme                 |
| 2001          | Uprising                               | Maj. Gen. Jürgen Stroop                 | Telefilme                 |
| 2001          | Jack and the Beanstalk: The Real Story | Sigfriend "Siggy" Mannheim              | Minissérie                |
| 2002          | Second String                          | Head Coach Chuck Dichter                | Telefilme                 |
| 2003          | Jasper, Texas                          | Billy Rowles                            | Telefilme                 |
| 2004          | The Five People You Meet in Heaven     | Eddie                                   | Telefilme                 |
| 2004          | The Karate Dog                         | Hamilton Cage                           | Telefilme                 |
| 2005          | Pope John Paul II                      | John Paul II                            | Minissérie                |
| 2008          | 24: Redemption                         | Jonas Hodges                            | Telefilme                 |
| 2009          | 24                                     | Jonas Hodges                            | 10 episódios              |
| 2010          | Lone Star                              | Clint Thatcher                          | 2 episódios               |
| 2013-presente | Ray Donovan                            | Mickey Donovan                          | 36 episódios              |
| 2016          | JL Ranch                               | John                                    | Telefilme                 |